# DAF CF
 (mai 2016).
Si vous disposez d'ouvrages ou d'articles de référence ou si vous connaissez des sites web de qualité traitant du thème abordé ici, merci de compléter l'article en donnant les références utiles à sa vérifiabilité et en les liant à la section « Notes et références ».
Le DAF CF est un camion de moyen tonnage lancé en 1992. Lancés à l'origine sous le nom de séries 65, 75 et 85 (de 1992 à 1997), ils ont été rebaptisés gamme CF en 1998. La plupart des camions DAF à conduite à gauche sont assemblés à Eindhoven, tandis que toutes les unités à conduite à droite destinées au marché britannique sont produites par Leyland Trucks.

## Première génération (1992-1998)
Le DAF CF a été présenté à l'IAA[Quoi ?] de Hanovre en 1992. La cabine est entièrement nouvelle. Ce camion est plus compact que la gamme 95 et d'architecture plus moderne.

## Seconde génération (1998-2000)
Le DAF CF a été modernisé en 1998 à l’extérieur et à l’intérieur qui se rapprochent de celui de son grand frère le 95XF.

## Troisième génération (2000-2013)
Le DAF CF a été de nouveau amélioré en 2000.

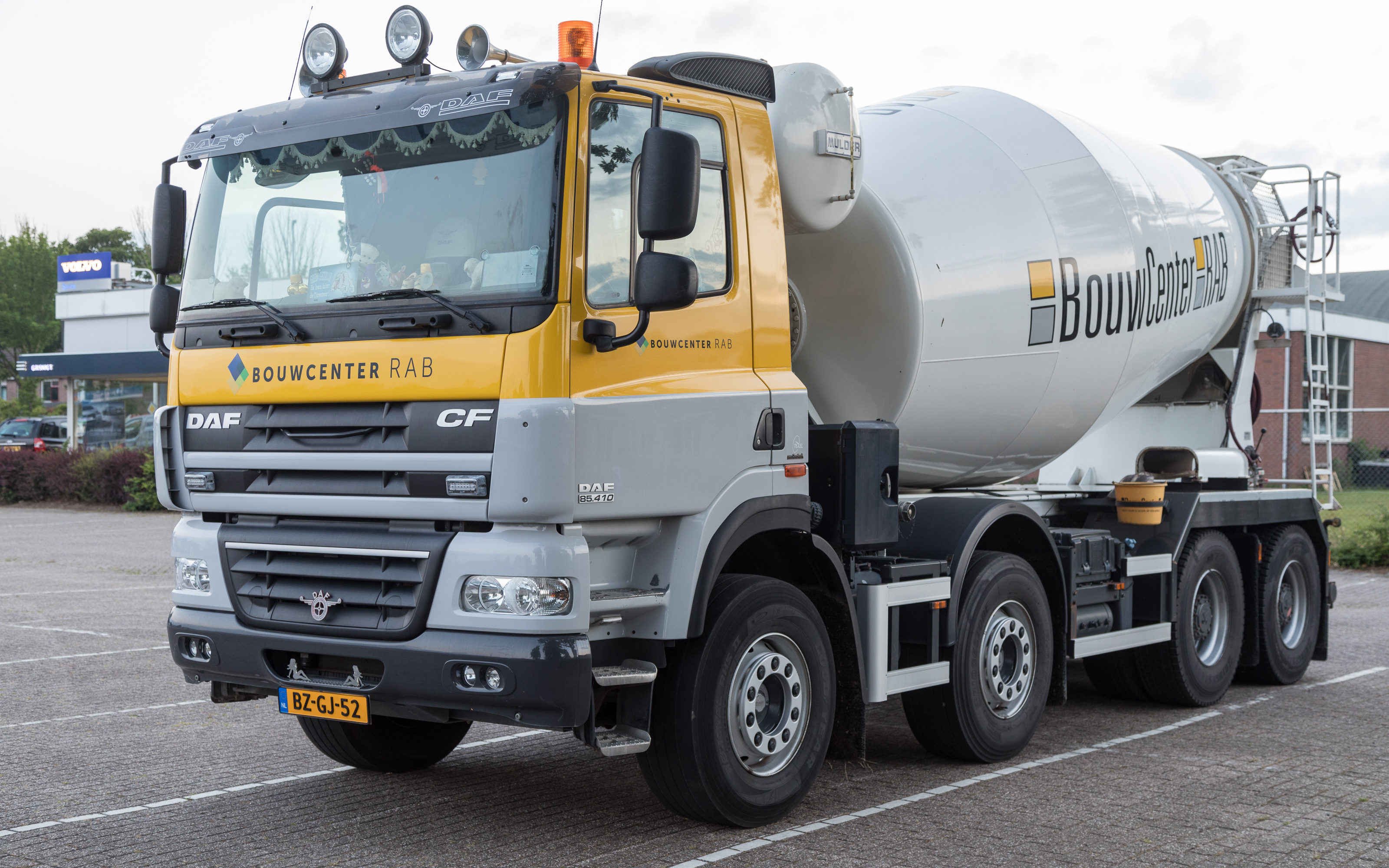
DAF CF 85.410

## Quatrième génération (2013-)
Le DAF CF a été modernisé pour la dernière fois en 2013. Il possède le style de la marque DAF des DAF LF et DAF XF.